# Лашкарёв, Сергей Сергеевич (дипломат)
Сергей Сергеевич Лашкарёв (Лошкарёв) (1782—1858) — сотрудник дипломатических миссий в Берлине и Мюнхене в начале XIX века. 

## Биография
Родился 1 (12) мая 1782 года в семье известного дипломата екатерининской эпохи Сергея Лазаревича Лашкарёва. Кроме него в семье родились, ставшие генерал-лейтенантами: Павел (1776—1857), Александр (1779—1849), Григорий (1788—1849); сестра Елена (1786—1830) была женой генерал-лейтенанта и сенатора Егора Васильевича Карнеева.
В 1813—1822 годах служил в канцелярии Министерства иностранных дел. С 1830 года был управляющим Главного архива Министерства иностранных дел в Санкт-Петербурге, затем — членом Совета министра иностранных дел. 
В августе 1839 года получил знак отличия за 40 лет службы, в 1843 году был произведён в чин тайного советника. Состоял главным приставом при членах бывших царских домов Грузии, Имеретии и Мингрелии. Помещик Санкт-Петербургского уезда.
Умер 30 октября (11 ноября) 1858 года; похоронен на Волковом православном кладбище в Санкт-Петербурге.

## Награды
- орден Св. Владимира 3-й ст.
- орден Св. Станислава 1-й ст.
- орден Св. Анны 1-й ст. с императорской короной
- орден Св. Владимира 2-й ст.